# Space Engineers
 (octobre 2020).
Si vous disposez d'ouvrages ou d'articles de référence ou si vous connaissez des sites web de qualité traitant du thème abordé ici, merci de compléter l'article en donnant les références utiles à sa vérifiabilité et en les liant à la section « Notes et références ».
Space Engineers est un jeu vidéo de type sandbox développé et édité par le studio tchèque Keen Software House, sorti le 28 février 2019.

## Développement
En 2013, la version de développement initiale du jeu rejoint le programme d'accès anticipé de la plateforme Steam. Au cours des années suivantes de développement actif, le jeu se vend à plus d'un million d'unités. En 2020, le jeu s'est vendu à plus de 4 millions de copies,, et en 2025 il dépasse les 5 millions d'exemplaires toutes plateformes confondues. Le jeu entre en version bêta le 15 décembre 2016 et sort officiellement le 28 février 2019.

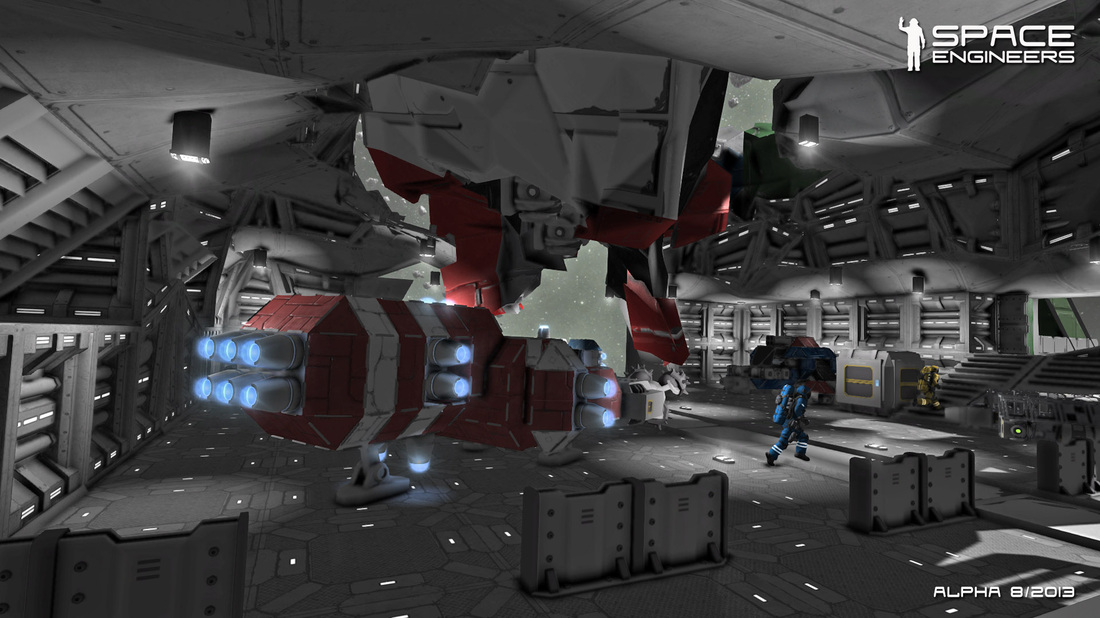
Capture d'écran du jeu montrant des dégâts résultant d'une collision.

## Gameplay

### Mode créatif
En mode « créatif », ou bac-à-sable, les joueurs disposent de ressources illimitées, peuvent générer instantanément des outils et des blocs et sont invincibles. Certains outils de construction, tels que le mode symétrie et le copier-coller de vaisseaux, ne sont disponibles que dans ce mode. Les joueurs peuvent également construire et manipuler des astéroïdes ou des planètes à l'aide d'un outil appelé « voxel hands ». Bien que des ressources soient disponibles pour la collecte et le raffinage, elles ne sont pas nécessaires pour construire des vaisseaux ou des stations. Le mode créatif était initialement le seul mode disponible dans le jeu. Il élimine l'aspect survie du jeu, permettant aux joueurs de mettre en œuvre des idées plus rapidement et plus facilement.

### Mode survie
En mode « survie », les joueurs doivent extraire, collecter et raffiner divers éléments chimiques provenant d'astéroïdes et de planètes afin de fabriquer des outils, des armes et des blocs, et de produire de l'électricité. Les ressources peuvent être exploitées manuellement à l'aide d'une perceuse à main ou en utilisant des vaisseaux dotés de l'équipement nécessaire. Les composants sont produits en les assemblant à partir de matières premières, mais peuvent également être récupérés sur des cargaisons. Pour éviter la mort, les joueurs doivent surveiller leur santé, leur énergie et leur niveau d'oxygène. Les dommages peuvent être infligés au joueur par des collisions, des armes, un contact avec des propulseurs, des pluies de météores ou par manque d'énergie nécessaire à leur combinaison spatiale. La santé et l'énergie d'un joueur peuvent être restaurées à l'aide d'un bloc de salle médicale, tandis que l'énergie peut être reconstituée en montant dans un cockpit de n'importe quelle structure motorisée. Le développement du mode de survie a commencé à la fin de l'été 2013.

### Matériaux et objets
Dans le mode de survie du jeu, toutes les actions, y compris la survie elle-même en raison des besoins en énergie du système de survie de la combinaison spatiale, dépendent de la collecte et du raffinage de certains minéraux. Ces minéraux peuvent être trouvés sur des astéroïdes ou des planètes, pillés sur des navires apparus au hasard ou récupérés à partir de signaux inconnus . Les matières premières sont extraites des gisements de minerai sur les astéroïdes, puis sont placées (ou envoyées à l'aide d'un système de convoyeur) dans une raffinerie de base ou une raffinerie afin de les raffiner pour être utilisées dans les assembleurs. Les matériaux raffinés sont transformés en divers composants dans l'assembleur qui peuvent ensuite être utilisés dans la construction de navires ou de stations.

### Inventaires et stockage
Les inventaires de Space Engineers sont très flexibles et fonctionnent de manière globale plutôt qu' individuelle. Tous les inventaires connectés à un navire peuvent être consultés à partir de n'importe quel panneau d'accès sur le même navire, mais les inventaires doivent être connectés via des convoyeurs et des tubes de convoyeur pour que les articles puissent être transférés entre eux. Les inventaires des raffineries et des assembleurs demanderont automatiquement aux articles de s'affiner à partir des inventaires connectés lorsqu'ils deviennent bas, et enverront les articles dans un inventaire disponible lorsqu'il se remplira. Le trieur à convoyeur permet aux inventaires d'être automatiquement retirés et triés de (et vers) certains inventaires. Au lieu d'un système de fentes commun, Space Engineers utilise un système volumétrique, mesuré en litres, avec chaque article ayant une certaine quantité de volume et chaque inventaire une certaine capacité qu'il ne peut pas dépasser.

### Planètes
Les planètes dans Space Engineers apparaissent le 12 novembre 2015, après avoir été en développement depuis février 2015. Il existe plusieurs types de planètes, inspirées de la Terre, la Lune, Mars, Titan, Europe, ainsi qu'une planète « extraterrestre » Toutes abritent des bases pirates générées de manière procédurale, qui engendrent des vaisseaux spatiaux hostiles. Les planètes extraterrestres hébergent des Sabiroïdes, personnages non-joueurs hostiles à six pattes, de même que des araignées et des loups sur les planètes terrestres.
Les planètes sont relativement riches en ressources, bien que l'extraction de produits utiles de leur surface puisse être difficile. En raison de la gravité planétaire et de l'inefficacité des moteurs ioniques dans les atmosphères, le joueur doit construire des alternatives au sol adaptées pour atteindre les ressources réparties sur la surface.
Le vol atmosphérique est possible même sur des mondes à atmosphère privée d'oxygène. Pour quitter une planète, le joueur doit utiliser des moteurs à hydrogène et suffisamment de carburant, ou construire un vaisseau spatial hybride doté de moteurs atmosphériques (pour le décollage) et aussi bien que ioniques (de la haute atmosphère vers l'espace). Les engins hybrides surface-orbite sont considérablement plus lourds que leurs homologues spatiaux, mais peuvent être construits suffisamment compacts pour tenir dans un hangar standard.

### Signaux inconnus
Le 17 août 2017, des « signaux inconnus » ont été ajoutés au mode survie. Ces signaux apparaissent de manière aléatoire à une certaine proximité joueur et indiquent la position d'une petite sonde. Chaque sonde contient des composants et peut être démontée, empêchant le joueur de se retrouver dans des situations sans issue dans lesquelles il ne dispose pas des composants nécessaires pour fabriquer les machines de base, essentielles à la construction de composants et d'autres machines.
Chaque sonde possède également un bouton qui, lorsqu'il est activé, a une chance de récompenser le joueur avec une habillage à collectionner, similaire à une boîte à butin. L'habillage peut orner le casque, la combinaison, les bottes ou les outils du personnage du joueur, et peut être échangée ou vendue sur le marché de Steam. Chaque habillage peut être obtenu gratuitement dans le jeu, à l'exception de trois sets : le set vétéran, qui a été attribué aux joueurs ayant acquis le jeu tôt et joué entre août et septembre 2017 ; l'ensemble médiéval, qui est décerné aux joueurs qui possèdent également le jeu Medieval Engineers ; et l'ensemble d'or, qui est décerné aux joueurs qui achètent l'édition « de luxe ».

### Mise à jour sur l'économie
Le 22 août 2019, la mise à jour de l'économie est publiée, ajoutant des stations d'échange de PNJ, des factions de PNJ, un système de réputation de faction et des icônes de faction pour les factions joueurs non joueurs.

### Mise à jourSparks of the Future
Le 24 juin 2020, la mise à jour Sparks of the Future ajoute la météo automatique globale aux planètes ; sont par exemple disponibles pluie, brouillard, foudre, vent (sur Terre), tempêtes de sable (sur Mars). Des thèmes visuels de science-fiction sont également proposés.